# Goniothalamus scortechinii
Goniothalamus scortechinii este o specie de plante din genul Goniothalamus, familia Annonaceae, descrisă de George King. Conform Catalogue of Life specia Goniothalamus scortechinii nu are subspecii cunoscute.